# سیکرت نامبر
سیکرت نامبر (کره‌ای: 시크릿넘버; لاتین‌نویسی اصلاح‌شده: Sikeuritneombeo؛ به صورت SECRET NUMBER نیز نوشته می‌شود) گروه دخترانه اهل کره جنوبی است. این گروه در ۱۹ مه ۲۰۲۰ با آلبوم تک‌آهنگ Who Dis? و پنج عضو به نام‌های لیا، دیتا، جینی، سودام و دنیس فعالیتش را آغاز کرد. زو و مین‌جی در اکتبر ۲۰۲۱ به گروه پیوستند. دنیس در ۵ فوریه ۲۰۲۲ گروه را ترک کرد.

## اعضا
جایگاه اعضا در گروه برگرفته از Cosmopolitan Indonesia است.
- لیا (레아) –  وکالیست
- دیتا (디타) – وکالیست, دنسر
- جینی (진희) –  رپر
- مین‌جی (민지) – وکالیست
- سودام (수담) – وکالیست
- زو (주) – وکالیست

### اعضای پیشین
- دنیس (데니스) – وکالیست